# 1570 Brunonia
1570 Brunonia è un asteroide della fascia principale. Scoperto nel 1948, presenta un'orbita caratterizzata da un semiasse maggiore pari a 2,8434422 UA e da un'eccentricità di 0,0595368, inclinata di 1,66027° rispetto all'eclittica.
L'asteroide è dedicato all'Università Brown di Providence, Rhode Island.